# Песента на живота
Песента на живота (на турски: Hayat Şarkısı) e турски сериал, премиерно излъчен през 2016 г.

## Сюжет
Роден и израснал в село Ъшъклар близо до Мудания, Байрам и единственият му приятел Салих, който му е кръвен брат, докато расте, ангажират децата си Мелек и Керим в ранна възраст, за да обвържат сладко конфликта между тях и те продължават да живеят в различни градове, докато децата пораснат и достигнат брачна възраст.
Имайки две деца, Байрам не забравя обещанието си, въпреки че развива бизнеса си в Истанбул, където се установява със семейството си и натрупва голямо състояние. Той взема малкия си син Керим със себе си в деня, в който завършва университета, и чука на вратата на Салих, който живее с двете си дъщери Хюля и Мелек в село Ъшъклар. Салих също е верен на обещанието си и те финализират решението за сватбата на децата с пристигането на Байрам. Децата и на двете семейства обаче изграждат свой собствен живот през изминалите години и са се насочили към различни любови и цели. Въпреки че младите хора вземат решения за този задължителен брак помежду си и се примиряват с решенията, които са заварили; Плановете на Хюля, с които те изобщо не са се съобразявали, вече са осъществени.

## Излъчване
| Сезон | Епизоди | Начало на сезона  | Край на сезона | Всички епизоди | ТВ сезон    | ТВ канал | Дата и час      |
| ----- | ------- | ----------------- | -------------- | -------------- | ----------- | -------- | --------------- |
| 1     | 21      | 9 февруари 2016   | 28 юни 2016    | 1 – 21         | 2016        | Kanal D  | вторник (20:00) |
| 2     | 36      | 20 септември 2016 | 6 юни 2017     | 22 – 57        | 2016 – 2017 | Kanal D  | вторник (20:00) |

## Излъчване в България
| Сезон | Епизоди | Начало на сезона | Край на сезона     | Всички епизоди | Година         | ТВ канал     | Ден и час на излъчване |
| ----- | ------- | ---------------- | ------------------ | -------------- | -------------- | ------------ | ---------------------- |
| 1     | 67      | 19 март 2022 г.  | 10 юли 2022 г.     | 1 – 67         | 2022 г.        | Диема Фемили | всеки уикенд (18:00)   |
| 2     | 119     | 10 юли 2022 г.   | 4 февруари 2023 г. | 68 – 186       | 2022 – 2023 г. | Диема Фемили | всеки уикенд (18:00)   |

## Актьорски състав
- Бурджу Бириджик – Хюлия Чамолу-Джевхер
- Биркан Сокуллу – Керим Джевхер
- Ахмет Мюмтаз Тайлан – Байрам Джевхер
- Таянч Айайдън – Хюсеин Джевхер
- Серай Гьозлер – Сюхейля Джевхер
- Олгун Токер – Махир Дуру/Марвин Майер
- Пелин Йозтекин – Зейнеп Джевхер-Намъкоглу
- Дениз Хамзаолу – Кая
- Айдан Таш – Нилай
- Гамзе Демирбелек – Хатидже Джевхер
- Серап Йондер – Айсел
- Дениз Алтан – Баде Джевхер
- Баран Джан Ераслан – Арда
- Айхан Къзълсу – Атъф
- Пънар Хамзаоглу – Джейлян
- Гюлсюм Алкан – Сабрийе
- Идил Кая – Джерен Джевхер
- Реджеп Гюнейсу – Джем Даренде
- Ахмет Сарачолу – Салих Чамолу
- Хюля Дуйар – Тюляй
- Серкан Руткай Айъкьоз – Махмут
- Алиджан Айтекин – Тан
- Бесте Кьокдемир – Мелиса Торунбаш
- Памир Пекин – Хазар Торунбаш
- Мелиса Сьозен – Ипек Торунбаш
- Айча Варлъер – Махса Торунбаш
- Серкан Кескин – психолог Тамер

## В България
В България сериалът започва на 19 март 2022 г. по Диема Фемили и завършва на 4 февруари 2023 г. На 3 март 2023 г. започва повторно излъчване и завършва на 25 октомври. На 7 септември започва повторно излъчване по Нова телевизия и завършва на 7 март 2023. На 29 февруари 2024 г. започва ново повторение по Диема Фемили. Ролите се озвучават от Даниела Сладунова, Нина Гавазова, Силвия Русинова, Димитър Иванчев, Константин Лунгов и Росен Русев.